# V12 двигател
V12 двигател е V-образен двигател с 12 цилиндъра, монтирани на картера в две банки по шест цилиндъра, обикновено на 60 ° ъгъл един към друг (но невинаги), всички 12 бутала ги задвижват общ колянов вал.
Тъй като всяка цилиндрова банка е по същество редови шестцилиндров двигател, то тази конфигурация е с перфектен първичен и вторичен баланс без значение кой V ъгъл се използва и следователно не се нуждае от балансиращи валове. А V12 двигател с две банки от шест цилиндъра под ъгъл от 60 °, 120 ° или 180 ° (с последната конфигурация обикновено се нарича като плосък 12) един от друг има равномерно запалване дори и при електрически импулси използвани два пъти по-често отколкото при един оборот на редови шестцилиндров двигател. Това дава възможност за голям финес и плавност на работата на двигателя при луксозните автомобили. В състезателна кола, въртящите се части могат да бъдат направени много по-леки и по този начин по-лесно подвижни, тъй като те няма да нуждаят от използване на противотежести на коляновия вал, както е необходимо при 90 ° градусовите ъгли на V8 двигателите и също така има по-малко нужда от инертна маса в маховика да се изглади доставката на мощност. При голям обем, тежкотоварните V12 двигатели може да работят по-бавно от по-малките двигатели, което води до удължаване на живота на двигателя.

## V12 автомобилни двигатели
При автомобилите, V12 двигателите не са използвани често, поради сложност на изработка и високата цена. Те се използват почти изключително в скъпи спортни и луксозни автомобили, заради своята мощност, по-гладка работа и отличителен звук.
Преди Втората световна война, 12-цилиндрови двигатели се срещат в много луксозни модели, включително автомобили от: Packard 1916 – 1923 и отново 1932 – 1939, Daimler 1926 – 1937, Hispano-Suiza 1931 г., Cadillac 1931 г., Auburn 1932, Franklin 1932, Lincoln 1932 – 1942 (продължава след края на войната през 1948 г.), Rolls-Royce 1936 г., и Pierce-Arrow също 1936.
Автомобилите с 8, 12 и 16-цилиндрови двигатели, осигуряват по-високи нива на комфорт в сравнение с тези с по-малко цилиндри, особено важна черта преди масовата употреба на вибро изолиращо окачване за двигателите за почнало 1930 г.
Packard 1916 г. „Twin Six“ е широко приет като първия автомобил с V12 двигател. Със своята цена от $1000, Auburn е автомобила с V12 двигател с най-ниска цена (без коригиране за инфлация). Намаляване на производствените разходи е постигнато чрез използването на хоризонтални клапи, които обаче не водят до ефективна и мощна горивна камера. Между 1916 и 1921 г. V12 двигателите са на мода, като по това време която National (Indianapolis) и копират двигателя на Packard, Weidely Motors (също на Indianapolis) предлагат V12 двигател. Скоро след края на Първата световна война, Lancia предлага 22 ° градусов V12, Fiat прави 60 ° модел 520 (1921 – 1922 г.), британския производител на камиони Ensign обявява V12, които не се материализира, и през 1926 г., а Daimler (Великобритания), предлагат първи пълна гама Double Six двигатели, с обеми 7136 куб.см., 3744 куб.см., 5296 куб.см. и 6511 кубикови които оставащит на разположение до 1937 г. След 1927 г. на пазара излизат V12 двигатели от Cadillac, Franklin, Hispano-Suiza, Horch, Lagonda, Maybach, Packard, Rolls, Tatra, Voisin, и Walter. Cadillac (1930 – 1940) и Marmon (1931 – 33 г.), дори разработват V16 двигатели.
Подобрения в дизайна на горивната камера и буталата позволяват на по леките V8 двигател да надминат V12 по мощност, започвайки от 1930 г. Само сравнително малките, Lincoln H-Series V12 двигатели остават в производство след Втората световна война и е заменен от V8 двигател през 1949 г. По същия начин, понеже изглеждат прекомерени за следвоенния пазар в Европа, производството на V12 двигатели за автомобили е много ограничено до 1960 г.
Ферари традиционно слагат най-добрите си V12 двигатели на луксозни спортни купета от 1949 г. насам. Най-близкия конкурент на Ферари, Lamborghini също използвала V12 двигатели за много от своите пътни автомобили от основаването на компанията през 1963 г. През 1972 г. Jaguar излиза с модела XJ12, оборудван с 5,3-литров V12 двигател, който продължава да се произвежда (след ревизии през 1993 г.) до 1996 година, след което марката преустановява да произвежда дванадесет-цилиндрови двигатели.
Немския производител BMW се завръща към V12 двигателите за своя луксозен седан 7-а серия през 1986 г., принуждавайки Мерцедес да последват примера им през 1991 г. Въпреки че BMW продава много по-малко автомобили 7-а серия с V12 двигатели околкото версиите с V8 двигатели, V12 запазва популярности си в САЩ, Китай, и Русия, както и поддържа престижа на марката в пазара на луксозни автомобили. BMW-проектиран V12 двигател се слага и автомобилите Rolls-Royce, докато V12 двигател на Mercedes се слага в автомобили Майбах.
В луксозните седани продавани в Канада и САЩ, Мерцедес и BMW слагат V8 двигатели на базовите модификации, като V12 двигателите се слагат на топ модификациите на флагман автомобила на марката. Най-скъпите серии на Mercedes-Benz S-клас, CL-клас, и SL-клас), имат V8 AMG двигатели с модели ('55, '63) (атмосферни, с турбо и битурбо), които мощност сравнима с битурбо V12-двигателя които захранва автомобили с модел (600), но моделите с V12 двигатели имат по-гладка работа и луксозен при возене в сравнение с AMG V8 двигатели, които са по-спортни и с по-бърз респонс. Моделите на Мерцедес S65 AMG, CL65 AMG и SL65 AMG захранват от V12 битурбо двигател които произвежда 463 кВт (621 к.с.) и 1000 Nm при 2300 – 4300 об. Колите носещи табелата 65 AMG са по-бързи на прави отсечки, отколкото техните '63 AMG еквиваленти, въпреки че двигателя на '63 AMG с пърформанс пакет има еквивалентно време при ускорение. Моделите с 65 AMG имат малко по-голяма тежест в предната част на колата което влияе на управлението, но тяхната цена и V12 двигателите им дават специален статус.
V12 двигателите обикновено работят по-гладко от другите 12-цилиндрови конфигурации, въпреки W12 двигателите са по-компактни.
През 1997 г. Тойота оборудвана лимузина си Century с 5 L DOHC V12 двигател (модел # 1GZ-FE), което го прави първият и единствен японски пътнически автомобил оборудван с V12 двигател.
TVR разработва и тества автомобил със 7.7 L V12 двигател наречен Speed Twelve, но проектът е преустановен след колата която е проектирана и произведена в тестов екземпляр е счетена за прекалено мощна за практическа употреба. Единствените британски марки момента използват V12 двигатели са Aston Martin – чиято Cosworth разработен двигател е направен по време на собствеността на дружеството от]]Ford Motor Company]] и Rolls-Royce.
През 2009 г. Китай FAW Group Corporation предлагат Hongqi HQE с 6 L DOHC V12 двигател (модел # CA12VG), което го прави първият и единствен китайското производство пътнически автомобил с V12 двигател.
Повечето производство на V12 двигатели в автомобилите имат последователно запалване, с някои изключения с като Aston Martin 5.9L V12 и Mercedes-Benz AMG M275 V12 двигателя.
През 2008 г. Audi пуска на пазара модела Q7 5.9-литров V12 битурбо дизелов двигател, което го прави първият сериен лек автомобил оборудван с такъв двигател. Двигателят също се появява в концептуалния автомобил R8 V12 TDI.